# Alexandru Ciucur
Alexandru Ciucur (n. 1 martie 1990, Dorohoi, Botoșani, România) este un fotbalist român retras din activitate, care a jucat pe post de mijlocaș la echipe ca Pandurii, Politehnica Iași și Curtea de Argeș.

## Carieră

### Internațional Curtea de Argeș
Ciucur a fost un jucător important pentru Internațional Curtea de Argeș în sezonul 2008-2009, când clubul a promovat în Liga I. În cel de-al doilea său sezon nu a mai jucat la fel de mult.

### Pandurii Târgu-Jiu și împrumuturile
Căutând mai mult fotbal, Ciucur semnează cu formația de Liga I, Pandurii Târgu Jiu. Nu a reușit însă să impresioneze, având o singură apariție în șase luni.
A fost împrumutat la începutul sezonului 2010-2011 la formația de Liga a II-a, CS Mioveni.
În vara lui 2011, Ciucur a ajuns la CSMS Iași. A terminat sezonul 2011-2012 într-un mod foarte plăcut, marcând goluri esențiale pentru promovarea ieșenilor în Liga I.
În 2013, Cristi Pustai, antrenorul Pandurilor, a sfârșit perioada împrumuturilor pentru Ciucur. Acesta a debutat în Europa League pentru panduri, care au fost vicecampionii Ligii I. Pe data de 29 august 2013, Ciucur a marcat golul decisiv împotriva celor de la SC Braga în ultimele minute ale prelungirilor partide, asigurându-le astfel celor de la Pandurii Târgu-Jiu progresul către grupele unei competiții europene pentru prima oară în istoria clubului.
Un sezon mai târziu, Ciucur a fost împrumutat din nou la CSMS Iași, unde a fost om de bază pentru restul sezonului, marcând 3 goluri în 31 de meciuri. La finalul împrumutului, Pandurii au decis să îl păstreze pentru sezonul următor la Târgu-Jiu.